# Koča na Planini pri Jezeru
Koča na Planini pri Jezeru (1.453 m) je planinska koča na istoimenski planini, eni številnih nekdanjih fužinskih planin v Julijskih Alpah, v severnem vznožju Pršivca. Na dnu planine se nahaja Jezero, napol obdano s temnim smrekovim gozdom. Prvotna postojanka je bila predelana iz nekdanje sirarne, sedanja pa je zgrajena na pogorišču njene predhodnjice 2. septembra 1984. Upravlja jo PD LPP.

## Dostop
- 2h: od Kosijevega doma na Vogarju (1.054 m),

## Prehodi
- 2½h: do Koče pri Triglavskih jezerih (1.685 m), mimo planin Dedno polje (1.453 m) in Ovčarija (1.660 m),
- 5h: do Vodnikovega doma na Velem polju (1.817 m), mimo Planine v Lazu (1.560 m),
- 4h: do Zasavske koče na Prehodavcih (2.071 m), mimo Dednega polja in doline Za Kopico.

## Tura
- 2h: Pršivec (1.761 m), mimo Planine Viševnik.